# The Icon Is Love
| Críticas profissionais                                                      | Críticas profissionais |
| Avaliações da crítica                                                       | Avaliações da crítica  |
| Fonte                                                                       | Avaliação              |
| --------------------------------------------------------------------------- | ---------------------- |
| Allmusic                                                                    | link                   |
| Esta tabela precisa de ser acompanhada por texto em prosa. Consulte o guia. |                        |

The Icon Is Love é o décimo nono álbum de estúdio do cantor de R&B americano Barry White, que foi lançado em 1994 pela A&M Records. O álbum representou um grande retorno crítico e comercial para White, e se tornou facilmente seu álbum de maior sucesso desde o seu auge nos anos 1970. The Icon Is Love foi o sétimo álbum de White a chegar ao topo da parada de R&B, e também teve sua melhor posição na parada pop (20º lugar) desde 1977. Também foi o primeiro álbum de White em 16 anos a alcançar as 50 melhores posições na parada britânica. Da mesma forma, o primeiro single "Practice What You Preach" foi o maior de White desde "It's Ecstasy When You Lay Down Next to Me", de 1977, em ambas as paradas pop e de R&B.
Créditos de produção foram compartilhados principalmente por White variadamente com Gerald Levert, Jack Perry, Tony Nicholas e o neto de White, Chuckii Booker. The Icon Is Love também inclui duas faixas ("I Only Want to Be with You" e "Come On") produzidas por Jimmy Jam and Terry Lewis e gravadas nos estúdios Flyte Tyme em Minnesota, que são as únicas faixas já gravadas por White que ele não tem créditos de produção. O álbum contém um remix de "Super Lover", do álbum The Man Is Back! como uma faixa bônus.
The Icon Is Love foi o primeiro álbum de White desde os anos 1970 a receber aclamação universal em termos de qualidade do material e seus padrões de produção e som contemporâneos. O álbum ganhou o prêmio Soul Train de Melhor Álbum de R&B/Soul Masculino e foi nomeado em 1996 para um prêmio Grammy na categoria de Melhor Álbum de R&B, perdendo para CrazySexyCool, de TLC. Sua reputação tem se mantido desde o seu lançamento e é geralmente citado como o melhor lançamento do final da sua carreira.

## Faixas
1. "Practice What You Preach" (Barry White, Gerald Levert, Edwin Nicholas) - 5:59
2. "There It Is" (White, Levert, Nicholas) - 7:03
3. "I Only Want to Be With You" (James Harris III, Terry Lewis, White) - 5:01
4. "The Time Is Right" (White, Chuckii Booker) - 5:46
5. "Baby's Home" (Barry Eastmond, Gary Brown, Jolyon Skinner) - 8:17
6. "Come On" (Harris, Lewis, White, James Wright) - 5:50
7. "Love Is the Icon" (White, Jack Perry) - 4:38
8. "Sexy Undercover" (White, Booker) - 4:51
9. "Don't You Want to Know?" (White, Michael Lovesmith) - 6:51
10. "Whatever We Had, We Had" (White, Lovesmith) - 10:41
11. "Super Lover (Undercover Mix)" (White, Perry, William Jones) - 5:49

## Singles
- "Practice What You Preach" (Billboard Hot 100 #18, Hot R&B/Hip-Hop Songs #1, UK Singles Chart #20)
- "Love Is the Icon" (US R&B #43)
- "Come On" (US Pop #87, US R&B #12)
- "I Only Want to Be with You" (UK #36)
- "There It Is" (US R&B #54)